# سیارک ۲۹۸۴۵
سیارک ۲۹۸۴۵ (به انگلیسی: 29845 Wykrota، نامگذاری:1999FE21) بیست و نه هزار و هشتصد و چهل و پنجمین سیارک کشف شده‌است که در ۲۲ مارس ۱۹۹۹ کشف شد.